# Athis-Val de Rouvre
Athis-Val de Rouvre é uma comuna francesa na região administrativa da Normandia, no departamento de Orne. Estende-se por uma área de 76.97 km². Em 2010 a comuna tinha 4 321 habitantes (densidade: 56,1 hab./km²).
Foi criada em 1 de janeiro de 2016, a partir da fusão das antigas comunas de Athis-de-l'Orne (sede da comuna), Bréel, La Carneille, Notre-Dame-du-Rocher, Ronfeugerai, Ségrie-Fontaine, Taillebois e Les Tourailles.